# Muscle poplité

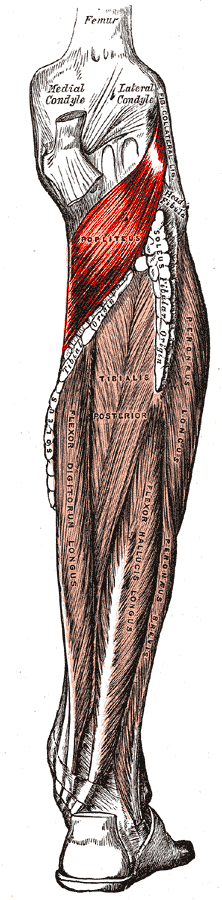

Le muscle poplité est un muscle du membre inférieur situé dans la jambe derrière le genou. Il est contenu dans la partie supérieure de la partie profonde de la loge crurale postérieure.
triangulaire de la loge postérieure et profonde de la jambe, en arrière du genou.

## Description
Le muscle poplité est un muscle plat, court et triangulaire. Il relie le fémur au tibia.

## Origine
Le muscle poplité se fixe par un tendon dans le sillon poplité du bord inférieur de la face latérale du condyle latéral du fémur.

## Trajet
Le muscle poplité descend en dedans en passant dans l'arcade fibreuse formée par le ligament poplité arqué en émettant un tendon qui pénètre la capsule articulaire de l'articulation du genou. 
Le tendon se développe ensuite en un ventre musculaire triangulaire.

## Terminaison
Le corps musculaire se termine au-dessus de la ligne du muscle soléaire et sur la face postérieure du tibia située au-dessus de celle-ci.

## Innervation
Le muscle poplité est innervé par le nerf du muscle poplité issu du nerf tibial.

## Anatomie fonctionnelle
Beaucoup d auteurs lui décrivent une action sur la flexion de genou mais vu ses insertions musculaires , cela est impossible . il a un effet sur  la rotation interne de la jambe et la stabilité rotatoire du genou.

## Aspect clinique
Des lésions traumatiques du muscle poplité accompagnent fréquemment une rupture du ligament croisé antérieur.
Il arrive que des kystes se forment le long du tendon du muscle poplité, par passage de liquide articulaire via le hiatus poplité.